# Axishert
Het axishert of chital (Axis axis of Cervus axis) is een hertensoort uit India.

## Kenmerken
De soort heeft een roodbruine vacht met witte vlekken. Ook de buik, de binnenkant van de poten en een grote keelvlek zijn wit.
Het gewei van het mannetje heeft zes enden, drie aan elke kant. Het hert heeft een lange staart van 20 tot 30 centimeter, een kop-romplengte van 110 tot 140 centimeter en een gewicht van 70 tot 100 kilogram. Het afwerpen van het gewei is niet seizoensgebonden.

## Leefwijze en -omgeving
Het axishert komt voor in dichte loofbossen in India en Sri Lanka. Het axishert is een belangrijk prooidier voor de Bengaalse tijger en de rode hond. Het komt vaak in de buurt van water voor. Als een axishert wordt aangevallen, vlucht het het water in. Het hert kan goed zwemmen. Ook rent het soms de dichte begroeiing in. Het axishert kan snelheden bereiken tot 65 kilometer per uur. Soms leeft een roedel herten samen met een groep hoelmans, die de herten met kreten waarschuwen als er gevaar dreigt.
Axisherten leven in grote gemengde groepen. In India worden regelmatig roedels van meer dan honderd axisherten aangetroffen, en een enkele keer kan een roedel zelfs uit tweehonderd dieren bestaan. Meestal bestaat een kudde echter uit vijf tot tien dieren. Een volwassen vrouwtje leidt de groep. Oude mannetjes leven solitair. Het axishert graast vooral gras en kruiden, maar eet ook bladeren en knoppen. Het axishert is overwegend een dag- en schemeringsdier.

## Verspreiding
De soort is op enkele plaatsen in het wild ingevoerd, waaronder Zuid-Amerika en Australië (nabij Maryvale Creek, Queensland). Op Hawaï bedreigt het de inheemse flora zoals Sesbania tomentosa. Ook op Nieuw-Zeeland en in Europa is de soort meerdere malen uitgezet, maar kon daar niet overleven. De soort is namelijk zeer gevoelig voor kou. In Europa komt de soort alleen in Istrië (Kroatië) voor. In enkele wildparken in Engeland en Duitsland wordt de soort ook gehouden.

## Voortplanting
De paartijd verschilt per individu, maar de soort kan zich het hele jaar door voortplanten. Er lijkt een bronstpiek te zijn van maart tot juni, en een geboortepiek van januari tot mei. Na een draagtijd van 210 tot 225 dagen wordt één jong (soms twee) geboren. De kalfjes hebben al het witte vlekkenpatroon dat ze hun hele leven houden. Alleen de moeder zorgt voor het kalf. Na één jaar zijn de kalveren onafhankelijk, maar ze kunnen tot hun tweede jaar bij hun moeder blijven. De vrouwtjes zijn geslachtsrijp na 14 tot 17 maanden. De soort kan maximaal 20 jaar oud worden.

## Invasieve exoot
Sinds 2022 staat deze soort op de lijst van invasieve exoten die zorgwekkend zijn voor de Europese Unie. Dit betekent dat het axishert niet langer in de Europese Unie mag worden ingevoerd, vervoerd, gecommercialiseerd, gekweekt, gebruikt, uitgewisseld of vrijgelaten in de natuur. Bovendien mogen deze soorten niet langer worden gehouden, uitgezonderd in het geval van gezelschapsdieren die werden verworven tot één jaar na de opname van de soort op de Unielijst